# Бондар Олександр Володимирович

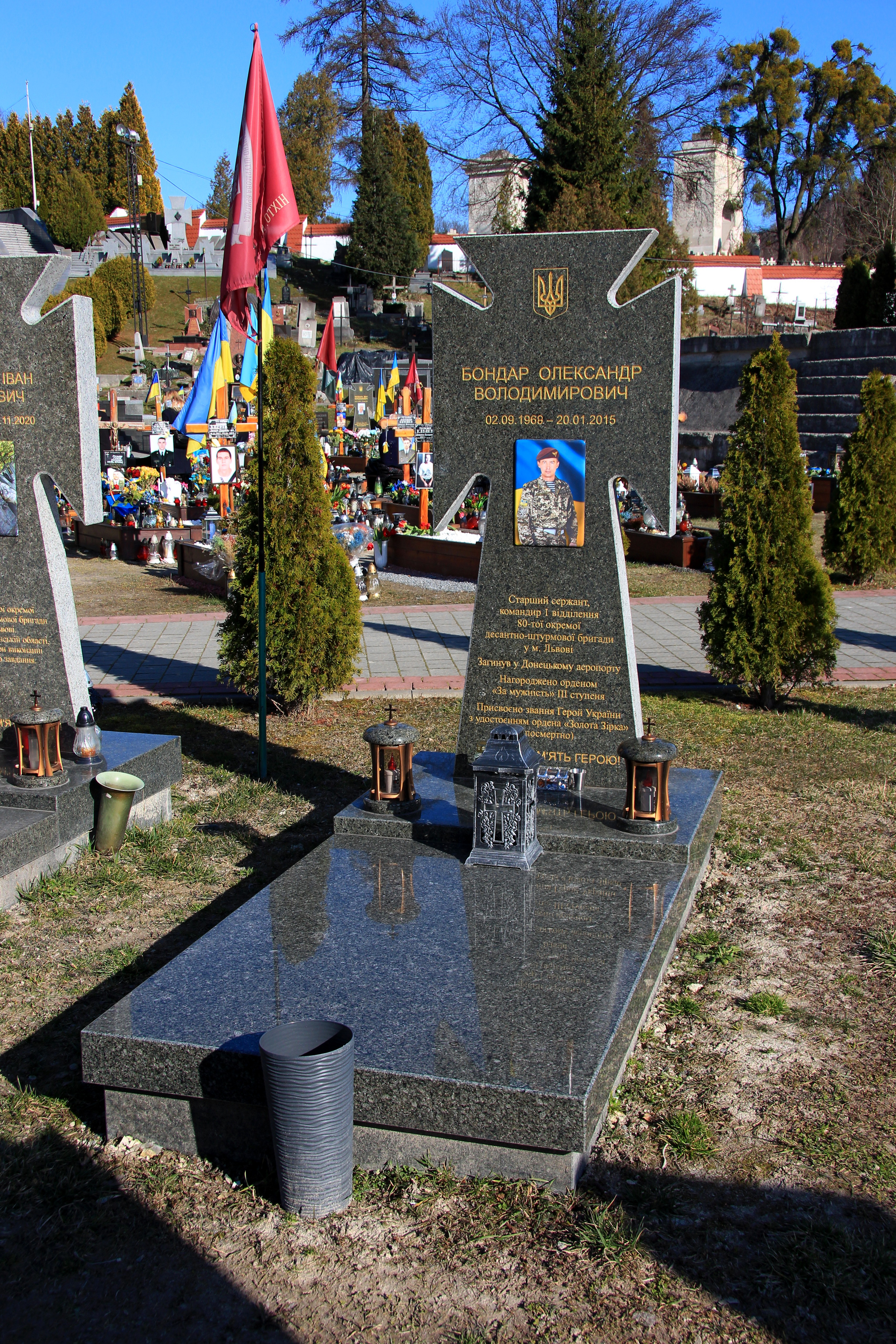

Олекса́ндр Володи́мирович Бо́ндар (2 вересня 1968 — 20 січня 2015) — старший сержант Збройних Сил України, учасник російсько-української війни. «Кіборг».

## З життєпису
Народився 2 вересня 1968 року в м. Львові, проживав на вулиці Трильовського.
До Збройних Сил України був призваний за частковою мобілізацією в середині серпня 2014 року. Старший сержант 7-ї роти 3-го батальйону 80 ОАЕМБр. У серпні — листопаді проходив навчання на Яворівському полігоні, а 8 листопада 2014 року, в складі підрозділу, відбув до зони бойових дій — у м. Костянтинівка.
З 5 січня 2015 року — захищав Донецький аеропорт. Востаннє виходив на зв'язок 20 січня 2015 року. За свідченнями побратимів, того дня Олександр пішов розвідати, чи є можливість вибратися з термінала. Перебував у кінці 1-го «рукава» — біля розбитих автомобілів КамАЗ, після чого — зник.
У Центрі звільнення полонених була оприлюднена інформація, що командир частини в лютому 2015-го повідомляв — мовби Олександр Бондар перебуває в полоні, однак у списках полонених він не значився.
12 травня 2015 року фрагменти тіла полеглого воїна забрали з Калінінського моргу м. Донецька. Разом з фрагментами тіла, серед іншого, був ремінь-портупея, на звороті якого був напис «Бондарь». До тіла в донецькому морзі була прикріплена записка «неизвестный мужчина (фрагмент), аэропорт». Вважався зниклим безвісти (№ тіла 557/л).
Був похований у м. Дніпрі як невідомий на Краснопільському кладовищі (ділянка № 79, поховання № 8363). Його рідні тривалий час не визнавали чоловіка загиблим, вважали, що той перебуває в полоні. Згодом фрагменти тіла полеглого ідентифікували за експертизою ДНК та на 4 грудня 2021 року спланували його перепоховання на Алеї Героїв Личаківського кладовища в м. Львові.

## Нагороди та вшанування
- Указом Президента України № 177/2020 від 12 травня 2020 року, «за особисту мужність і самовіддані дії, виявлені у захисті державного суверенітету та територіальної цілісності України», нагороджений орденом «За мужність» III ступеня (посмертно)[2].
- Вшановується в меморіальному комплексі «Зала пам'яті», в щоденному ранковому церемоніалі 20 січня[3][4].